# Barbajuan
Barbajuan (zvaný též barbagiuan) je předkrm, tradičně se dělá na východní části francouzské riviéry, v Monaku a severní Itálii. Jedná se o smaženou taštičku plněnou sýrem, špenátem nebo mangoldem a případně dalším ingrediencemi, mezi které patří cibule, pórek a bílky. Pochází z tradiční kuchyně Monaka, kde se jí na národní den (19. listopadu). Barbajuan znamená v dialektu Monégasque Strýc Jan.